# Torre Levinstein
La Torre Levinstein (en hebreo: מגדל לוינשטיין) es un rascacielos en Tel Aviv, Israel. Se eleva unos 125 metros de altura, y tiene 33 pisos. La torre fue diseñada por los Arquitectos de Rapoport, y se terminó en 2000 inspirándose en el diseño de la torre Century en la ciudad. Originalmente, la torre iba a ser de 74 metros de altura y 17 plantas, aunque esto se cambió a una torre de 38 pisos, con 5 plantas de viviendas en la parte superior, con una altura total de 145 metros. Estos fueron retirados, sin embargo, debido a la falta de demanda de apartamentos de lujo en el momento. Cada piso de la torre tiene 1000 metros cuadrados de tamaño, con la planta baja con un vestíbulo de 1.500 metros cuadrados a doble altura.